# IJsweg

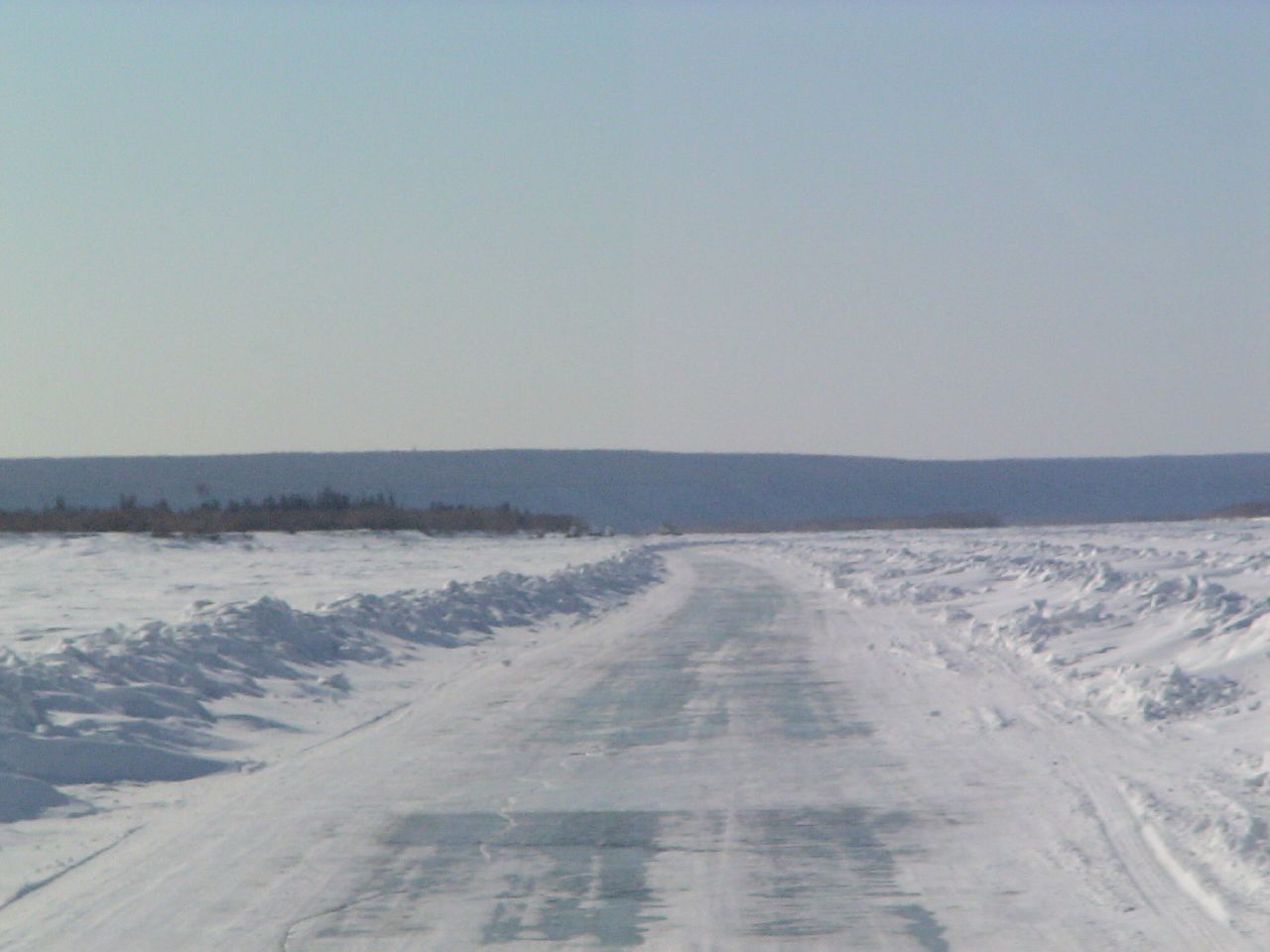
ijsweg over de Lena in Rusland

Een ijsweg is een verkeersweg over een bevroren meer, rivier of zee.
In landen waar klimaatomstandigheden het toelaten, zoals Zweden, Finland, Estland, Canada, de Verenigde Staten of Rusland, worden in de winter bij geschikte weersomstandigheden ijswegen aangelegd. Deze leidden over bevroren wateren en kunnen zo veerbootroutes vervangen of zelfs volledig nieuwe wegverbindingen creëren.
In de winter opent bijvoorbeeld de Finse dienst voor het wegverkeer regelmatig een zeven kilometer lange officiële ijsroute over het Pielinenmeer, die de afstand tussen Lieksa en Koli meer dan halveert. In het verleden werd in koude winters zelfs een 80 km lange ijsweg opengesteld over de Kvarken, het smalle deel van de Botnische Golf tussen Finland en Zweden, bijvoorbeeld tijdens de Winteroorlog van 1939-40 en meer recent in 1966 en 1970. Sinds ijsbrekers echter een vaarroute open houden door de Botnische Golf is dit niet langer mogelijk.
In Estland worden tot 7 ijswegen geopend voor gebruik in de winter. De langste ijsweg in Estland verbindt het Baltische eiland Hiiumaa met het vasteland en is ongeveer 25 kilometer lang.
Een bekende historische ijsweg was de zogenaamde Levensweg, waarlangs Leningrad tijdens de belegering in de Tweede Wereldoorlog werd bevoorraad over het Ladogameer. Ook kunnen ijswegen leiden naar afgelegen plaatsen waar geen verharde wegen zijn. Dit geldt bijvoorbeeld voor Tuktoyaktuk in de Canadese Northwest Territories, dat zomers alleen te bereiken is met het vliegtuig in verband met de omringende moerassige toendra.
De langste ijsweg is de 568 kilometer lange Tibbitt to Contwoyto Winter Road, die over meerdere meren loopt in de buurt van de Canadese stad Yellowknife en verschillende goud- en diamantmijnen met elkaar verbindt. Van deze weg loopt 73 kilometer over land (en vormt dus feitelijk een winterweg). De weg is slechts twee maanden per jaar open en is dan de enige wegverbinding van Nunavut met de rest van het Amerikaanse wegennet.
IJswegen die door de overheid worden geopend hebben bijna altijd speciale verkeersregels. Om veiligheidsredenen is er een maximaal gewicht voor de passerende voertuigen. Ook geldt er een maximumsnelheid, omdat bij overschrijding door de voertuigen veroorzaakte golfbewegingen onder het ijs kunnen leiden tot gevaarlijke scheuren in het ijs.